# Iracema Trevisan
Iracema Trevisan (Poços de Caldas, Minas Gerais, 1981. szeptember 28. –) brazil zenész, gitáros és divattervező. Ő volt a brazil CSS indie-electro együttes basszusgitárosa. 2008-ban lépett ki az együttesből, Párizsban él, azóta divattervezőként működik.